# Vandeae
Vandeae là một tông (tribe) đơn ngành lớn trong họ Lan Orchidaceae.

## Số lượng taxa

Aeranthes peyrotii

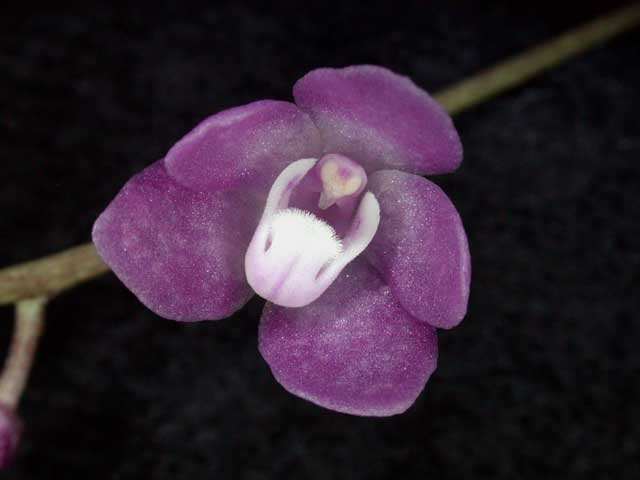
Sarcochilus ceciliae

Tông này chứa 1.700 - 2.000 loài trong hơn 150 chi.

## Phân bố và vai trò
Những loài lan này là thực vật biểu sinh vùng nhiệt đới và xuất hiện ở vùng nhiệt đới châu Á, quần đảo Thái Bình Dương, Úc và châu Phi. Nhiều loài lan trong số này rất quan trọng trong kinh tế nông nghiệp, đặc biệt là chi Vanda và chi Phalaenopsis.

## Phân tông
Tông này được chia thành 04 phân tông:
- Phân tông Adrorhizinae.
- Phân tông Aeridinae (trước đây là tên phân tông không chính thức Sarcanthinae): phân tông lớn nhất với hơn 1.000 loài trong 103 chi, trong đó có khoảng 200 loài lai; xuất hiện chủ yếu ở châu Á, Australia và một số ít ở châu Phi. Chúng được phân biệt với các phân tông khác ở chỗ có toàn bộ một mỏ hoa lan, có một cựa mật (spur) tương đối nhỏ được hình thành bởi cánh môi và bốn (hoặc hai) khối phấn hoa.
- Phân tông Angraecinae Summerh.: khoảng 400 loài trong 19 chi. Chúng xuất hiện ở vùng nhiệt đới châu Phi, Madagascar, quần đảo Mascarene và Comoros và hai chi ở vùng nhiệt đới châu Mỹ. Chúng được phân biệt với các phân tông khác bằng cách có một mỏ hoa lan giống như chiếc tạp dề, một cựa mật dài và hai khối phấn hoa.
- Phân tông Polystachyinae (trước đây là một phần của tông Epidendreae): khoảng 220 loài trong 2 chi: Hederorkis và Polystachya. Tất cả chúng đều có bốn khối phấn hoa. Cánh môi thường có lông mịn gọi là phấn hoa giả ở mặt trên.

Cây phát sinh loài sau đây cho thấy mối quan hệ giữa các phân tông:
|  | \| \| Aeridinae \| \| \| \| \| \| Angraecinae (bao gồm Aerangidinae) \| \| \| \| |
|  |                                                                                  |
|  | Adrorhizinae                                                                     |
|  |                                                                                  |
|  | Aeridinae                                                                        |
|  |                                                                                  |
|  | Angraecinae (bao gồm Aerangidinae)                                               |
|  |                                                                                  |

|  | Aeridinae                          |
|  |                                    |
|  | Angraecinae (bao gồm Aerangidinae) |
|  |                                    |

|  | \| \| Aeridinae \| \| \| \| \| \| Angraecinae (bao gồm Aerangidinae) \| \| \| \| |
|  |                                                                                  |
|  | Adrorhizinae                                                                     |
|  |                                                                                  |
|  | Aeridinae                                                                        |
|  |                                                                                  |
|  | Angraecinae (bao gồm Aerangidinae)                                               |
|  |                                                                                  |

|  | Aeridinae                          |
|  |                                    |
|  | Angraecinae (bao gồm Aerangidinae) |
|  |                                    |

Phân tông Angraecinae là một nhóm đơn ngành nếu bao gồm phân tông Aerangidinae. Việc phân tách thành 2 nhóm sẽ làm cho chúng trở nên đa ngành.
Thời gian phân tách di truyền của Vandeae được ước tính là 25,31 mya.

## Các loài điển hình
- Polystachya virginea Summerh., loài trong tông Polystachyinae
- Bromheadia brevifolia Ridl., loài trong phân tông Adrorhizinae
- Thrixspermum calceolus (Lindl.) Rchb.f., loài trong phân tông Aeridinae
- Angraecum magdalenae Schltr. & H.Perrier, loài trong phân tông Angraecinae